# Terra Nova (Castro)
Terra Nova is een plaats in de Braziliaanse gemeente Castro in de deelstaat Paraná.
Terra Nova werd gesticht in 1933 door boerengezinnen uit Duitsland.